# María Ibáñez
María Ibáñez Sabaté es una científica española especializada en materiales y profesora del Institute of Science and Technology Austria. Su investigación se centra en los nanomateriales funcionales para las tecnologías de próxima generación. En 2017 fue galardonada con el premio Ružička de la Escuela Politécnica Federal de Zúrich.

## Biografía
Ibáñez estudió Física en la Universidad de Barcelona, donde realizó su doctorado y desarrolló estrategias de síntesis de nanopartículas coloidales. Su investigación se centró inicialmente en los materiales fotovoltaicos, pero se interesó cada vez más por los materiales termoeléctricos. Durante su doctorado realizó estancias en el Commissariat à l'énergie atomique et aux énergies alternatives de Francia, la Universidad de Chicago, el Instituto Tecnológico de California, la Universidad de Cornell y la Universidad del Noroeste. Su investigación doctoral obtuvo el Premio Extraordinario, máximo galardón de la Universidad de Barcelona. Tras doctorarse, se incorporó a la Escuela Politécnica Federal de Zúrich, donde trabajó con Maksym Kovalenko.

### Trayectoria profesional
En 2017 Ibáñez fue galardonada con el Premio Ružička por su trabajo en el desarrollo de nuevos materiales termoeléctricos. Se incorporó al Institute of Science and Technology Austria como profesora asistente en 2018. Fue ascendida a Catedrática Verbund de Ciencias de la Energía en 2022.
Su investigación se centra en los nanocristales que pueden utilizarse como bloques de construcción para diseñar metamateriales. Está interesada en el desarrollo de materiales termoeléctricos procesados en disolución con coeficientes Seebeck, conductividades eléctricas y conductividades térmicas elevados.